# Mendel (Marskrater)
Mendel ist ein Einschlagkrater auf dem Mars, in der Hochlandregion Terra Cimmeria. Er wurde nach dem Genetiker und Naturforscher Gregor Mendel benannt.